# Lee Gaines
Otho Lee Gaines (21 de abril de 1914 - 15 de julio de 1987) fue un cantante y letrista estadounidense de jazz. Gaines escribió la letra de " Take the" A "Train " y " Just A-Sittin 'and A-Rockin'", dos estándares de jazz de Billy Strayhorn.  
Lee Gaines era de Buena Vista (Mississippi) y comenzó a cantar como bajista en la escuela secundaria, formó un cuarteto vocal en la Universidad de Langston en 1933, y regresó a los Estados Unidos en 1937 después de haber recorrido América del Sur.
Lee Gaines fue miembro fundador de Delta Rhythm Boys que alcanzó su máxima popularidad en las décadas de 1940 y 1950, después de haber grabado con Ella Fitzgerald, Count Basie, Jimmy Lunceford, Charlie Barnet, Fred Astaire, Ruth Brown y Les Paul .  
Los Delta Rhythm Boys se mudaron a Europa en la década de 1950. 
Murió de cáncer en 1987 en Finlandia donde llevaba un año viviendo. Está enterrado en el cementerio de "Maunulan uurnalehto" en Helsinki (Sección 39, lote 109). Gaines estaba casado con Muriel Gaines, una cantante de calipso y exbailarina del Cotton Club.